# Idaea saturataria
Idaea saturataria är en fjärilsart som beskrevs av Lucas 1943. Idaea saturataria ingår i släktet Idaea och familjen mätare. Inga underarter finns listade i Catalogue of Life.